# Боксование
Боксова́ние — железнодорожный термин, обозначающий срыв сцепления между колесом и рельсом при реализации тягового усилия локомотивом или моторным вагоном. Проявляется во внезапном и значительном увеличении скорости вращения колёсной пары или колеса и вызвано превышением в данный момент времени приложенного тягового усилия над максимально реализуемым в данной точке контакта колеса и рельса. Может происходить как при трогании поезда с места, так и в движении. После срыва в боксование коэффициент трения скольжения между колесом и рельсом резко уменьшается, и самопроизвольно боксование прекратиться уже не может. Длительное не прекращающееся боксование называется разно́сным боксова́нием. Для предотвращения боксования используют модификаторы трения (например, подачу песка) и автоматическую регулировку тягового момента.
Противоположностью боксованию является юз — заклинивание колёс при торможении транспортных средств.

## Происхождение термина
«Боксование» является вариантом написания «буксование» в значении действия по глаголу буксовать в значении «вращаться, скользя, но не двигаясь с места (о колёсах)». Толковый словарь Ушакова приводит вариант «боксование» как дополнительный к основному «буксование», указывая на его происхождение от нем. Büchse (букса). В качестве примера использования тот же словарь приводит описание ситуации на железной дороге («посыпали песком рельсы, чтобы колёса не буксовали»), что косвенно указывает на отсутствие специфически «железнодорожного» объяснения варианта написания через «о». Сама букса представляет собой устройство, внутри которого размещены подшипники скольжения (как вариант — качения), обеспечивающие «проскальзывание» движущейся оси колёсной пары относительно неподвижной несущей части самой буксы. Есть мнение, что термин возник из-за сходства рывков шатунов боксующего паровоза с ударами рук боксёра.
В толковом словаре Ожегова вариант написания от «боксовать» отсутствует. Вариант «буксовать» приводится и разъясняется, как общий для всех видов транспорта: «О ходовых колёсах, гусеницах: вращаться; скользя и не двигаясь с места». Тот же вариант разъяснения и тот же пример употребления глагола «буксовать» приводится в современном Универсальном справочнике русского языка для школьников и абитуриентов.
Вместе с тем, «Энциклопедия железнодорожного транспорта» (1988, стр. 43) ставит вариант написания «боксование», как основной, а «буксование» как вариант к нему.

## Последствия боксования

### Для тягового подвижного состава
При боксовании паровоза может произойти повреждение паровой машины.
При боксовании тепловоза, электровоза или МВПС с электроприводом происходит резкое увеличение частоты вращения тяговых двигателей, что в первую очередь резко ухудшает коммутацию и может вызвать круговой огонь по коллектору.
При разносном боксовании частота вращения якоря ТЭД резко увеличивается, увеличиваются центробежные силы, действующие на якорную обмотку, уложенную в пазах якоря, и может произойти размотка бандажа якоря, выдавливание клиньев, удерживающих обмотку, и петель самой обмотки из пазов. Тяговый двигатель повреждается в такой степени, что может требовать капитального ремонта.

### Для путевого хозяйства

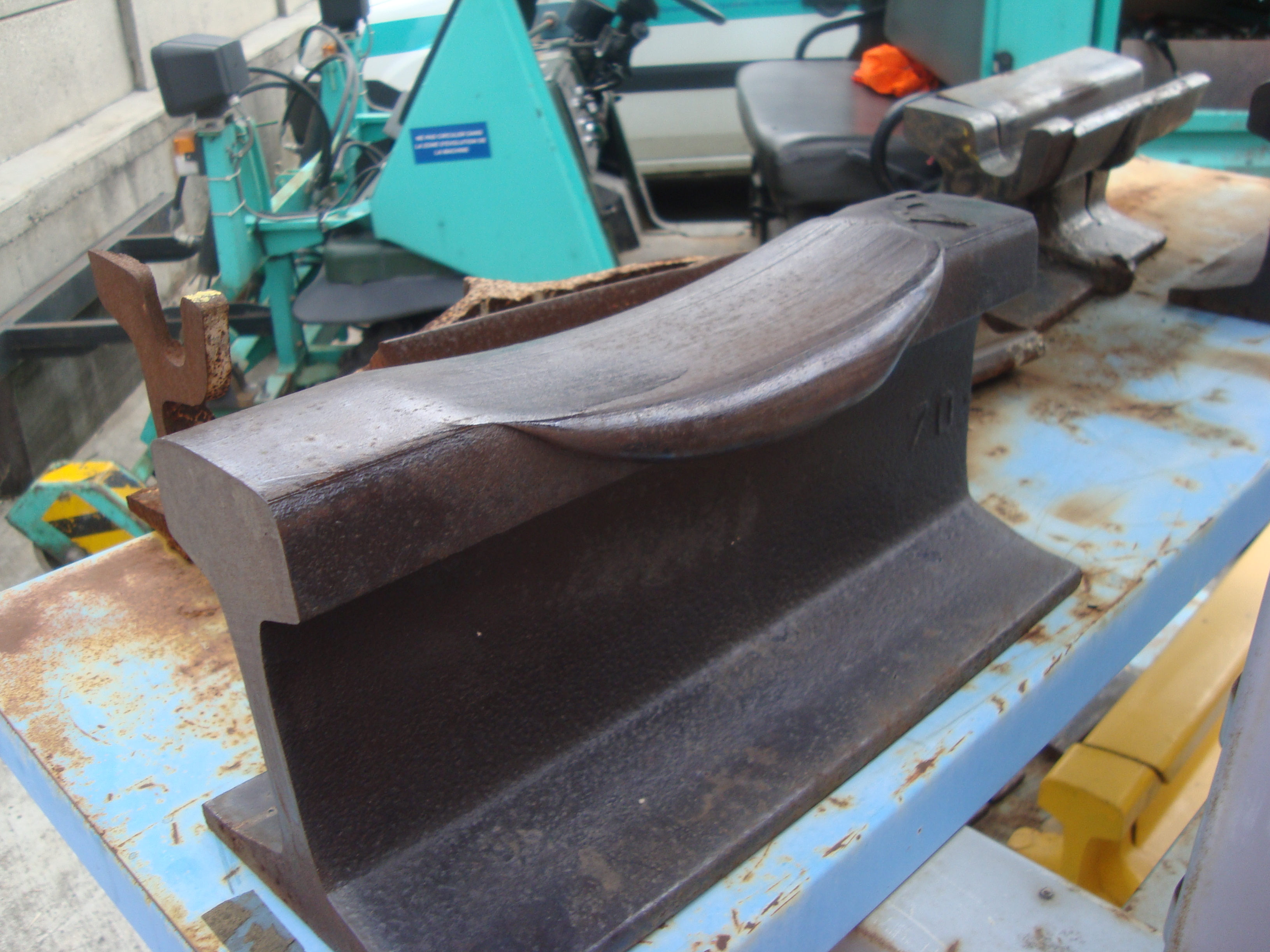
Износ рельса в результате боксования, видны характерные боковые «подтёки»

При боксовании на головке рельса образуются пропилы и волнообразный износ рельсов. Известны случаи, когда в результате неграмотных действий машиниста образовывались пропилы, полностью «съедавшие» головку рельса. От сильного трения металл разогревается, в результате чего течёт в стороны под нагрузкой (как при ковке). Для ликвидации этих дефектов необходимо производить шлифовку, а в особо тяжёлых случаях — замену рельсов.
Наиболее часто повреждаются пропилами горловины парков отправления сортировочных станций или станций смены локомотива, где очень часто локомотивы берут с места составы большого веса и длины.

## Причины боксования и условия возникновения
Боксование возникает на локомотиве или моторном вагоне МВПС вследствие превышения реализуемой колёсной парой силой тяги силы сцепления колеса с рельсом. Возникновению и развитию явления боксования способствуют:
- увлажнение поверхности рельса во время слабого дождя (сильный дождь, напротив, способствует очистке головки рельса и повышает сцепление);
- загрязнение поверхности рельса опавшими листьями в осенний период в лесистой местности, гниение листьев резко повышает их смазывающую способность;
- загрязнение поверхности рельса или поверхности катания бандажа колёсной пары маслянистыми жидкостями (масла, смазки, жир);
- разгрузка оси ТПС ввиду неправильной развесовки ТПС;
- разгрузка первой оси в каждой тележке ТПС ввиду момента, возникающего при реализации тягового усилия;
- наличие на колёсной паре большого проката, что уменьшает пятно контакта колеса и рельса;
- нахождение тягового подвижного состава в кривой малого радиуса (при этом неизбежно возникает проскальзывание, так как колесо, идущее по внешней нитке рельсового пути, проходит путь больший, чем колесо, идущее по внутренней нитке).

Среди всех локомотивов наиболее склонны к боксованию паровозы. Это связано с неравномерностью крутящего момента, создаваемого поршневой паровой машиной и спаренность колесных пар. Наименее склонны к боксованию электровозы и тепловозы с независимым управлением тягой каждой оси.

## Методы предотвращения и прекращения боксования
Для предотвращения используются системы, догружающие первую по ходу движения колёсную пару в каждой тележке, системы, анализирующие разницу тока по двигателям одной тележки. Также применяется балластировка локомотива для повышения сцепного веса.
Для прекращения возникшего боксования используются следующие методы:
- подача в зону контакта колеса и рельса песка или другого абразивного материала;
- уменьшение силы тяги, реализуемой тяговым двигателем[8][9].;
- уменьшение окружной скорости вращения колёсной пары путём применения прямодействующего тормоза локомотива.

Последний из методов запрещён Правилами технической эксплуатации, так как при его применении перегревается бандаж колёсной пары, что может привести к его провороту.